# Darja Sergejewna Korobowa
Darja Sergejewna Korobowa (russisch Дарья Сергеевна Коробова, * 7. Februar 1989 in Elektrostal) ist eine russische Synchronschwimmerin. 
Sie gewann bei den Olympischen Spielen 2012 mit dem russischen Team die Goldmedaille in der Teamwertung. 2009, 2011 und 2013 als Mitglied des russischen Teams siegte Korobowa bei der Weltmeisterschaft; 2010 und 2014 war Korobowa mit dem russischen Team Europameisterin.